# Amand Casier de ter Beken
Amand Marie Corneille, baron Casier de ter Beken, né le 7 novembre 1862 à Gand et décédé le 3 septembre 1938 à Mariakerke (Gand) fut un homme politique catholique belge.
Casier fut industriel, président de la SA Liniere Saint-Sauveur et administrateur de la SA Ferda Lansberg et de Les Textiles Reunis; président du Syndicat Général des Voyageurs, Employés, Négociants et Patrons de Gand (1893-1914), membre de la section gantoise de la Commission nationale de la petite bourgeoisie (1902), vice-président du Bureau fédéral du Syndicat Général des Voyageurs, Employés, Négociants et Patrons (1898-), membre du Haut Conseil du Travail, du Haut Comité de Surveillance, vice-président de la Chambre de Commerce de Gand, président du Bureau Central des Filatures de Belgique.
Il fut créé baron en 1922.

## Carrière politique
- 1904-1911: conseiller communal de Gand;
- 1898-1904: conseiller provincial de la province de Flandre-Orientale et secréataire;
- 1920-1921: sénateur de l'arrondissement Gand-Eeklo, en suppléance d'Henricus Lefèvre (n'ayant pas payé le cens (impôt));
- 1926-1932: sénateur de l'arrondissement Gand-Eeklo, en suppléance du baron Edgard de Kerchove d'Ousselghem.

## Généalogie
- Il fut fils cadet de Jean (1820-1892) et Louise de Hemptinne (1826-1901).
- Il épousa en 1884 Bertha de la Kethulle de Ryhove (1862-1947).
- Ils eurent trois enfants : Geneviève (°1885), Gertrude (°1888-) et Adrien (°1890-?).

## Sources
- Bio sur ODIS